# Раотинце
Раотинце (вариант Раотинци, понякога книжовно Рахотинце или Рахотинци, на македонска литературна норма: Раотинце; на албански: Raotinca, Раотинца) е село в Северна Македония, община Йегуновце.

## География
Селото е разположено на 14 километра североизточно от град Тетово, в областта Долни Полог в подножието на планината Жеден и през него минава най-голямата река в Северна Македония Вардар.

## История
Първото споменаване на Рахотинце е във вакъфа на Мехмед бег от 1461/1462 като село със „70 коси“. В същия документ е спомената и църквата „Свети Илия“. Във вакъфа на Кебир Мехмед Челеби от 1468/1469 година селото е споменато като Радотинце.
През учебната 1897 – 1898 година в Раотинци функционира българско училище.
Според статистиката на Васил Кънчов („Македония. Етнография и статистика“) в 1900 година Раотинци има 360 жители българи християни. По данни на секретаря на Българската екзархия Димитър Мишев („La Macédoine et sa Population Chrétienne“) в 1905 година всичките 464 християнски жители на Раотинци са българи екзархисти и в селото работи българско училище.
В 1912 година селото попада в Сърбия. За кратко е освободено от българската войска по време на Първата световна война, за да бъде върнато в Кралството на сърби хървати и словенци по Ньойския договор.
Според Афанасий Селишчев в 1929 година Раотинци е център на община от четири села и има 82 български къщи с 625 жители.
След разгрома на Югославия от Нацистка Германия през април 1941 година във Втората световна война Раотинце попада на границата между българската и италианската окупационна зона. Италианските власти искат присъединяването на целия Полог към Албания. Жителите на Раотинце провеждат серия от акиции и изпращат писмени протести пред германската военна администрация с желание за присъединяване към България и така спечелват за селото прозвището Малката София. В крайна сметка най-северната част на Полога в района на селата Раотинце и Теарце влиза в границите на България, където остава до 1944 година.
Днес Раотинце е едно от малкото села в Полога с преобладаващо македонско население. Според преброяването от 2002 година Раотнице има 565 жители.
| Националност | Всичко |
| македонци    | 559    |
| албанци      | 4      |
| турци        | 0      |
| роми         | 0      |
| власи        | 0      |
| сърби        | 1      |
| бошняци      | 0      |
| други        | 1      |

От извора Юрия в Раотинце компанията „Ротико“ бутилира минералната вода „Менада“.
Патронният празник на Раотинце е Свети Илия, 2 август.